# Église Saint-Pierre de Chauray
Pour les articles homonymes, voir Église Saint-Pierre.
L'église Saint-Pierre est une église catholique située à Chauray, en France.

## Localisation
L'église est située dans le département français des Deux-Sèvres, sur la commune de Chauray.

## Historique
L'édifice est inscrit au titre des monuments historiques en 1991. On y trouve une "coquille saint Jacques" en bas du mur de la nef.